# Markush-Formel

Azogruppe mit zwei Resten

Fiktives Beispiel

Als Markush-Formel, generische Struktur oder auch Generalformel bezeichnet man Strukturformeln mit wechselnden Substituenten, welche besonders in Chemiepatenten verwendet werden. In Tabellen zeigt man variable Fragmente in definierten Partialstrukturen durch Kurzzeichen an (R, R1), welche in Tabellen definiert werden, z. B.:
- R, R′, R1 = Alkyl-Rest
- X = Heteroatom-Rest
- Ar = Aryl-Rest
- E = Ester-Gruppe
- L = Ligand

Blind endende Bindungsstriche: polychlorierte Dibenzodioxine

Für variable Zahlen von Gruppen, Ketten- oder Ringgliedern setzt man kursive tiefgestellte Buchstaben ein, z. B. ClxF3−xC–CClyF3−y, H3C–[CH2]m−1–[O–CH2–CH2–]nOH. Variable Positionen zeigt man durch einen blind zwischen zwei Positionen endenden, von dem Rest ausgehenden Bindungsstrich an.

## Geschichte
Eugene A. Markush emigrierte im Jahre 1913 in die USA, gründete 1919 die Pharma Chemical Corporation und forschte an Azo-Farbstoffen. Im Jahre 1923 meldete er ein Patent auf eine Gruppe von Azo-Farbstoffen an, in dem die Patentansprüche mehrfach Passagen "selected from the group consisting of" (übersetzt: "ausgewählt aus der Gruppe bestehend aus") enthielten, um mögliche Ausgangsmaterialien im Herstellungsprozess aufzulisten. Die Patentanmeldung wurde initial wegen dieser Formulierungen zurückgewiesen, woraufhin Markush erfolgreich vor Gericht zog, das Patent erteilt wurde und damit einen Präzedenzfall markierte.
Das Patent von 1923 enthielt keine Strukturformeln, diese, und die bekannte R-Schreibweise sind beispielsweise in einem Patent aus dem Jahre 1930 zu finden.
Markush-Ausdrücke in Patenten führten zu erheblich gestiegener Komplexität bei Patentrecherchen in bestimmten Fachgebieten, da ein einzelner Patentanspruch teils hunderte bis tausende mögliche Varianten umfassen kann. Von Seiten der Patentämter gibt es daher Bestrebungen, die mögliche Komplexität einzudämmen, beispielsweise durch höhere Gebühren für Patentanmeldungen mit Markush-Ausdrücken, Forderungen nach Einfachheit der Auflistung von Alternativen und der Nicht-Zulassung von geschachtelten Markush-Ausdrücken.